# Nobuo Kaneko
Nobuo Kaneko (金子信, Kaneko Nobuo), né le 27 mars 1923 et mort le 20 janvier 1995, est un acteur japonais.

## Biographie
Nobuo Kaneko s'est marié avec l'actrice japonaise Yatsuko Tan'ami.
Il est apparu dans plus de 200 films entre 1950 et 1993.

## Filmographie partielle

### Au cinéma

#### Années 1950
- 1952 : L'École des échos (山びこ学校, Yamabiko gakkō?) de Tadashi Imai
- 1952 : Violence (暴力, Boryoku?) de Kōzaburō Yoshimura
- 1952 : Vivre (生きる, Ikiru?) d'Akira Kurosawa : Mitsuo Watanabe
- 1953 : Waseda daigaku (早稲田大学?) de Kiyoshi Saeki : Jintarō Hoya
- 1953 : Akasen kichi (赤線基地?) de Senkichi Taniguchi : Sugio Kawanabe
- 1954 : Le Grondement de la montagne (山の音, Yama no oto?) de Mikio Naruse
- 1954 : Itsuko to sono haha (伊津子とその母?) de Seiji Maruyama : Tokuji Funabashi
- 1954 : Le Jardin des femmes (女の園, Onna no sono?) de Keisuke Kinoshita : Yoshihei Hirato
- 1954 : Kakute yume ari (かくて夢あり?) de Yasuki Chiba
- 1954 : Jeunes gens (若い人たち, Wakai hitotachi?) de Kōzaburō Yoshimura
- 1955 : Nuages flottants (浮雲, Ukigumo?) de Mikio Naruse
- 1955 : Hana no yukue (花のゆくえ?) de Kenjirō Morinaga : Yūji Kawahara
- 1954 : Ashita kuru hito (あした来る人?) de Yūzō Kawashima : Akira Mimura
- 1955 : Les Loups (狼, Ōkami?) de Kaneto Shindō
- 1955 : Natsume Soseki no Sanshiro (夏目漱石の三四郎?) de Nobuo Nakagawa
- 1955 : Chacun dans sa coquille (自分の穴の中で, Jibun no ana no nakade?) de Tomu Uchida : Junjiro
- 1955 : Asunaro monogatari (あすなろ物語?) de Hiromichi Horikawa : Sayama
- 1955 : Zoku Keisatsu nikki (続警察日記?) de Seiji Hisamatsu : Hayafune
- 1956 : Tange Sazen I (丹下左膳 乾雲の巻?) de Masahiro Makino
- 1956 : Tange Sazen II (丹下左膳 坤龍の巻?) de Masahiro Makino
- 1956 : Tange Sazen III (丹下左膳 完結篇?) de Masahiro Makino
- 1956 : Kamisaka Shirō no hanzai (神阪四郎の犯罪?) de Seiji Hisamatsu
- 1956 : Tokyo no hito (東京の人 前後篇?) de Katsumi Nishikawa : Kazuo Kayama
- 1956 : Aijō (愛情?) de Kiyoshi Horiike : Keikichi Matsuyama
- 1956 : Hi no tori (火の鳥?) de Umetsugu Inoue
- 1956 : La Rive de l'errance (流離の岸, Ryūri no kishi?) de Kaneto Shindō : Takakura
- 1956 : Gyakukōsen (逆光線?) de Takumi Furukawa : Komatsu
- 1956 : Tempête d'été (夏の嵐, Natsu no arashi?) de Kō Nakahira : Kido
- 1956 : Ueru tamashii (飢える魂?) de Yūzō Kawashima : Reiji Ajioka
- 1956 : Ai wa furu hoshi no kanata ni (愛は降る星のかなたに?) de Buichi Saitō : Yoichi Miyabe
- 1956 : Zoku ueru tamashii (続・飢える魂?) de Yūzō Kawashima : Reiji Ajioka
- 1957 : La Terreur des 8 heures (８時間の恐怖, Hachijikan no kyōfu?) de Seijun Suzuki : Kosaku Mori
- 1957 : Kyō no inochi (今日のいのち?) de Tomotaka Tasaka
- 1957 : Chronique du soleil à la fin de l'ère Edo (幕末太陽伝, Bakumatsu taiyo-den?) de Yūzō Kawashima : Denbei
- 1957 : Kunin no shikeishū (九人の死刑囚?) de Takumi Furukawa : Baru-san
- 1957 : Pigalle à Tokyo (嵐を呼ぶ男, Arashi o yobu otoko?) d'Umetsugu Inoue : Toru Sakyo
- 1958 : Kokoro to nikutai no tabi (心と肉体の旅?) de Toshio Masuda : Masamune
- 1958 : Les Tambours de la nuit (夜の鼓, Yoru no tsuzumi?) de Tadashi Imai : Isobe
- 1958 : Ashita wa ashita no kaze ga fuku (明日は明日の風が吹く?) d'Umetsugu Inoue
- 1958 : Le Désert de Ginza (銀座の砂漠, Ginza no sabaku?) de Yutaka Abe : Shoji
- 1958 : La Voix sans ombre (影なき声, Kagenaki koe?) de Seijun Suzuki
- 1959 : Arashi o yobu yūjō (嵐を呼ぶ友情?) d'Umetsugu Inoue : Kodama
- 1959 : Onna o wasurero (女を忘れろ?) de Toshio Masuda : Yoshino
- 1959 : Inoru hito (祈るひと?) d'Eisuke Takizawa : Shin'ichirō Kuraki
- 1959 : Gunshū no naka no taiyō (群集の中の太陽?) d'Umetsugu Inoue : Gondō
- 1959 : Kawaii onna (かわいい女?) de Buichi Saitō : Tetsuo Ejima
- 1959 : Nangoku Tosa o ato ni shite (南国土佐を後にして?) de Buichi Saitō : Ōkawa
- 1959 : Guitar o motta wataridori (ギターを持った渡り鳥?) de Buichi Saitō : Reizaburō Akitsu
- 1959 : Warera no jidai (われらの時代?) de Koreyoshi Kurahara

#### Années 1960
- 1960 : La Loi pleine de blessures (傷だらけの掟, Kizū darakē no ōkite?) de Yutaka Abe
- 1960 : Yakuza no uta (やくざの詩?) de Toshio Masuda : Yoshio Mizumachi
- 1960 : Aru kyōhaku (ある脅迫?) de Koreyoshi Kurahara : Kyosuke Takita
- 1960 : Wataridori itsu mata kaeru (渡り鳥いつまた帰る?) de Buichi Saitō
- 1960 : Daisogen no wataridori (大草原の渡り鳥?) de Buichi Saitō
- 1960 : Otoko no ikari o buchimakero (男の怒りをぶちまけろ?) d'Akinori Matsuo
- 1961 : La Condition de l'homme : La Prière du soldat (人間の条件, Ningen no jōken?) de Masaki Kobayashi : Kirihara Gōchō
- 1961 : La Police montée de Tokyo (東京騎士隊, Tōkyō kishitai?) de Seijun Suzuki
- 1961 : Rokudenashi kagyo (ろくでなし稼業?) de Buichi Saitō : Katsumata
- 1961 : Hayauchi yarō (早射ち野郎?) de Takashi Nomura : Mishima
- 1961 : Le vent de la jeunesse franchit le col (峠を渡る若い風, Tōge o wataru wakai kaze?) de Seijun Suzuki
- 1961 : Allez voler un million de dollars (百万弗を叩き出せ, Hyakuman doru o tatakidase?)  de Seijun Suzuki : Kōzō Haraguchi
- 1962 : Sugata naki tsuisekisha (姿なき追跡者?) de Takumi Furukawa : Daisaki Kan
- 1962 : Nukiuchi fūraibō (抜き射ち風来坊?) d'Isamu Kosugi : Domon
- 1962 : Akai tsubomi to shiroi hana (赤い蕾と白い花?) de Katsumi Nishikawa : Sadaichi Miwa
- 1962 : Moeru minamijūjisei (燃える南十字星?) de Buichi Saitō : Tan BaiMing
- 1962 : Bōkyō no umi (望郷の海?) de Takumi Furukawa : Izawa
- 1962 : Ai to shi no katami (愛と死のかたみ?) de Buichi Saitō : Tsunoda
- 1963 : Détective bureau 2-3 (探偵事務所23 くたばれ悪党ども, Tantei jimusho 23: Kutabare akutō-domo?) de Seijun Suzuki : inspecteur Kumagai
- 1963 : La Jeunesse de la bête (野獣の青春, Yajū no seishun?) de Seijun Suzuki : Sōichi Ozawa
- 1963 : Daisan no kagemusha (第三の影武者?) d'Umetsugu Inoue
- 1964 : Le Mouchoir rouge (赤いハンカチ, Akai hankachi?) de Toshio Masuda
- 1964 : Kuroi tsume (江戸犯罪帳 黒い爪?) de Kōsaku Yamashita
- 1964 : Ankokugai odori (暗黒街大通り?) d'Umetsugu Inoue : Manzo Nakata
- 1964 : Sanpo suru reikyusha (散歩する霊柩車?) de Hajime Satō
- 1964 : Voyage meurtrier (座頭市血笑旅, Zatōichi kesshō-tabi?) de Kenji Misumi : Unosuke
- 1965 : Nageta dice ga asu o yobu (投げたダイスが明日を呼ぶ?) de Yōichi Ushihara : Munefuji
- 1965 : Kiri no hata (霧の旗?) de Yōji Yamada
- 1965 : Ashita wa sakō hana sakō (明日は咲こう花咲こう?) de Mitsuo Ezaki : Yabumoto
- 1965 : Kanto hamonjo (関東破門状?) de Shigehiro Ozawa
- 1966 : Nyohan hakai (女犯破戒?) d'Eiichi Kudō : Ryūzen
- 1966 : Bakuto shichinin (博徒七人?) de Shigehiro Ozawa : Yabumoto
- 1966 : Hone made aishite (骨まで愛して?) de Buichi Saitō : Aoki
- 1966 : Kaerazeru hatoba (帰らざる波止場?) de Mitsuo Ezaki : Sawada
- 1966 : Nihon ānkokushi (日本暗黒街?) de Masaharu Segawa
- 1966 : Les Monstres de l'apocalypse (怪竜大決戦, Kairyu daikessen?) de Tetsuya Yamanouchi : Dōjin Hiki
- 1967 : Koi no highway (恋のハイウエイ?) de Buichi Saitō : Toshinosuke Ibuki
- 1967 : Shōwa zankyō-den: Chizome no karajishi (昭和残侠伝　血染の唐獅子?) de Masahiro Makino
- 1967 : La Cérémonie de dissolution du gang (解散式, Kaisan shiki?) de Kinji Fukasaku
- 1967 : Portraits de Chieko (智恵子抄, Chieko-shō?) de Noboru Nakamura : Yamazaki
- 1967 : Nemuri Kyōshirō burai hikae: Mashō no hada (眠狂四郎無頼控 魔性の肌?) de Kazuo Ikehiro : Shurinosuke Asahina
- 1967 : Zoku soshiki bōryoku (続組織暴力?) de Jun'ya Satō
- 1968 : Le Jeu présidentiel (博奕打ち 総長賭博, Bakuchi uchi: Sōchō tobaku?) de Kōsaku Yamashita : Tsasburo Samba
- 1968 : Kaidan zankoku monogatari (怪談残酷物語?) de Kazuo Hase
- 1968 : Ensetsu Meiji jakyō-den (艶説 明治邪教伝?) de Michiyoshi Doi
- 1968 : Sekido o kakeru otoko (赤道を駈ける男?) de Buichi Saitō : Kishida
- 1968 : Kyuketsuki Gokemidoro (吸血鬼ゴケミドロ?) de Hajime Satō : Tokiyasu
- 1968 : Lady Yakuza : La Pivoine rouge (緋牡丹博徒, Hibotan bakuto?) de Kōsaku Yamashita : Genzō Iwatsu
- 1968 : Kyūketsu dokuro-sen (吸血髑髏船?) de Hiroki Matsuno : Suetsugu
- 1968 : Un voyou (ごろつき, Gorotsuki?) de Masahiro Makino
- 1969 : Nihon jokyō-den: Kyōkyaku geisha (日本女侠伝 侠客芸者?) de Kōsaku Yamashita

#### Années 1970
- 1970 : Femme yakuza (女組長, Onna kumichō?) de Masahiro Makino
- 1970 : Ezo yakata no ketto (蝦夷館の決闘?) de Kengo Furusawa
- 1970 : Sengo hiwa, hoseki ryakudatsu (戦後秘話 宝石略奪?) de Sadao Nakajima
- 1970 : Gendai yakuza: Shinjuku no yotamono (新宿の与太者?) de Shin Takakuwa
- 1971 : Zubekō banchō: Zange no neuchi mo nai (ずべ公番長 ざんげの値打もない?) de Kazuhiko Yamaguchi
- 1971 : Onna toseinin: Ota no mōshimasu (女渡世人 おたの申します?) de Kōsaku Yamashita
- 1971 : Kantō kyōdai jingi ninkyō (関東兄弟仁義 仁侠?) de Buichi Saitō
- 1972 : Junko se retire : La Grande Famille des cerisiers rouges du Kantō (関東緋桜一家, Junko intai kinen eiga: Kantō hizakura ikka?) de Masahiro Makino : chef de la police
- 1972 : Onsen suppon geisha (温泉スッポン芸者?) de Norifumi Suzuki
- 1972 : Kyōfu joshikōkō: Onna bōryoku kyōshitsu (恐怖女子高校 女暴力教室?) de Norifumi Suzuki
- 1973 : Sukeban (女番長?) de Norifumi Suzuki
- 1973 : Combat sans code d'honneur (仁義なき戦い, Jingi naki tatakai?) de Kinji Fukasaku : Yoshio Yamamori
- 1973 : Le Pensionnat des jeunes filles perverses (恐怖女子高校 暴行リンチ教室, Kyōfu joshikōkō: Bōkō rinchi kyōshitsu?) de Norifumi Suzuki
- 1973 : Yakuza tai G-men (やくざ対Gメン?) d'Eiichi Kudō
- 1973 : Combat sans code d'honneur 2 : Deadly Fight in Hiroshima (仁義なき戦い 広島死闘篇, Jingi naki tatakai: Hiroshima shitō hen?) de Kinji Fukasaku : Yoshio Yamamori
- 1973 : Girl Boss : Les Étudiantes en cavale (女番長 感化院脱走, Sukeban: Kankain dassō?) de Sadao Nakajima : Hadano
- 1973 : Combat sans code d'honneur 3 : Guerre par procuration (仁義なき戦い 代理戦争, Jingi naki tatakai: Dairi senso?) de Kinji Fukasaku : Yoshio Yamamori
- 1973 : Kyōfu joshi kōkō: Animal dōkyōsei (恐怖女子高校 アニマル同級生?) de Masahiro Shimura : Kakutarō Shinohara
- 1974 : Ā kessen kōkūtai (あゝ決戦航空隊?) de Kōsaku Yamashita
- 1974 : Combat sans code d'honneur 4 : Opération au sommet (仁義なき戦い 頂上作戦, Jingi naki tatakai: Chōjō sakusen?) de Kinji Fukasaku : Yoshio Yamamori
- 1974 : Combat sans code d'honneur 5 : La Partie finale (仁義なき戦い 完結篇, Jingi naki tatakai: Kanketsu-hen?) de Kinji Fukasaku : Yoshio Yamamori
- 1974 : Nouveau combat sans code d'honneur (新仁義なき戦い, Shin jingi naki tatakai?) de Kinji Fukasaku
- 1975 : Jitsuroku 3 okuen jiken: Jiko seiritsu (実録三億円事件 時効成立?) de Teruo Ishii
- 1975 : Nihon bōryōku rettō: Keihanshin koroshi no gundan (日本暴力列島 京阪神殺しの軍団?) de Kōsaku Yamashita
- 1975 : Bodo shimane keimusho (暴動島根刑務所?) de Sadao Nakajima
- 1975 : Seigida! Mikatada! Zeninshugo!! (正義だ！味方だ！全員集合！！?) de Masaharu Segawa : Takuzo kumada
- 1975 : Mamushi to aodaishō (まむしと青大将?) de Sadao Nakajima : Tokuzo
- 1975 : Police contre Syndicat du crime (県警対組織暴力, Kenkei tai soshiki boryoku?) de Kinji Fukasaku
- 1976 : Tombe de yakuza et fleur de gardénia (やくざの墓場 くちなしの花, Yakuza no hakaba: Kuchinashi no hana?) de Kinji Fukasaku : Akama
- 1976 : Utareru mae-ni ute! (撃たれる前に撃て！?) d'Umetsugu Inoue : Président Tajima
- 1976 : Shin joshuu sasori: 701-gō (新女囚さそり ７０１号?) de Yu Kohira : Osamu Sasaki
- 1977 : Yakuza sensō: Nihon no don (やくざ戦争 日本の首領?) de Sadao Nakajima
- 1977 : Nippon no don: Yabohen (日本の首領 野望篇?) de Sadao Nakajima : Hirano
- 1978 : Le Samouraï et le Shogun (柳生一族の陰謀, Yagyū ichizoku no inbō?) de Kinji Fukasaku
- 1978 : Dynamite Dondon (ダイナマイトどんどん, Dainamaito don don?) de Kihachi Okamoto : Denjiro
- 1978 : Yasei no shōmei (野性の証明?) de Jun'ya Satō
- 1978 : Last of the Ako Clan (赤穂城断絶, Akō-jō danzetsu?) de Kinji Fukasaku : Kira
- 1979 : Sono go no jingi naki tatakai (その後の仁義なき戦い?) d'Eiichi Kudō : Kokichi Asakura
- 1979 : Jigoku (地獄?) de Tatsumi Kumashiro : Emma Daio
- 1979 : Sanada Yukimura no bōryaku (真田幸村の謀略?) de Sadao Nakajima
- 1979 : Trouble man: warauto korosuzo (トラブルマン 笑うと殺すゾ?) de Kenshō Yamashita
- 1979 : Tooi ashita (遠い明日?) de Tatsumi Kumashiro : Renzo Tagawa

#### Années 1980 et 1990
- 1981 : Rengo kantai (連合艦隊?) de Shūe Matsubayashi : Chuichi Nagumo
- 1983 : Namidabashi (泪橋?) de Kazuo Kuroki
- 1983 : Keiji monogatari 2: Ringo no uta (刑事物語２ りんごの詩?) de Rokurō Sugimura
- 1984 : Le Retour de Godzilla (ゴジラ, Gojira?) de Koji Hashimoto : le Ministre de l'Intérieur Isomura
- 1989 : Four Days of Snow and Blood (226, Ni ni roku?) de Hideo Gosha : Yoshiyuki Kawashima
- 1991 : Edo-jo tairan (江戸城大乱?) de Toshio Masuda
- 1993 : Kokkai e ikō! (国会へ行こう！?) de Haruo Ichikura : Tokuro Morishita

### À la télévision
- 1959 : Heiwayasan
- 1961 : Ore wa shiranai
- 1977 : Jiguzagu burūsu
- 1977 : Yokomizo Seishi Series
- 1980 : Hattori Hanzō: Kage no Gundan : Sakai Tadakiyo
- 1980 : Shogun : Ishido
- 1980 : Shadow Warriors (服部半蔵 影の軍団, Hattori Hanzō: Kage no gundan?)
- 1982 : Tōge no gunzō
- 1987 : Dokugan-ryu Masamune : Grand-père de Masamune
- 1991 : Kaseifu ha mita! 9 : Tokimasa Tatsuoka
- 1991 : Ōte : Tennoji
- 1992 : Ude ni oboe ari
- 1992 : Chiroru no banka